# ハーベイ・ポスルスウェイト
ハーベイ・ポスルスウェイト（Harvey Postlethwaite, 1944年3月4日 - 1999年4月15日）は、イギリス・ロンドン出身のレーシングカー・デザイナー。姓は他にポストレスウェイト、ポスレスウェイト、ポスルズウェイトとも表記されたこともある。
1980年代から1990年代にかけてフェラーリやティレルなどのF1チームで活躍した。ホンダF1プロジェクトのテストを行っていたスペインバルセロナで、心筋梗塞のため死去した。

## 初期の経歴
バーミンガム大学で機械工学を専攻、1966年に終了し学士。その後3年間の研究生活を経て博士号を取得。1968年、インペリアル・ケミカル・インダストリーズ (ICI) に研究者として入社したが、モータースポーツの熱狂的ファンであったため、レーシングカーのエンジニアとしてのキャリアを求めるようになった。
1970年、発足直後のコンストラクター、マーチのエンジニア募集広告を見て、26歳で5歳年長のロビン・ハードの設計チームに加わる。
マーチのユーザーチームR&Dサポートサービスのために顧客へ派遣され、現場でF2およびF3マシンなどの開発に携わっていたが、やがて顧客の1つであるヘスケスF1チームに引き抜かれた格好になった。

## フォーミュラ1

### ヘスケス
1973年にヘスケスに加入すると、マーチ・731の改造／改良を行うことで、ヘスケスを真剣な競争が可能なレベルへと引き上げた。
1974年には、ヘスケス卿による資金提供によって、自身初のF1マシンとなる308を開発。何度も表彰台に上る活躍を見せ、シャーシデザイナーとしての評価を確立する。翌年にはファーストドライバーであるジェームス・ハントがオランダGPで優勝を記録するに至った。
1976年に向けて、ラバーコーン・サスペンションに改良した308Cを用意したが、ヘスケスはF1参戦を継続することが困難になっており、チームは売却された。

### ウルフ / フィッティパルディ

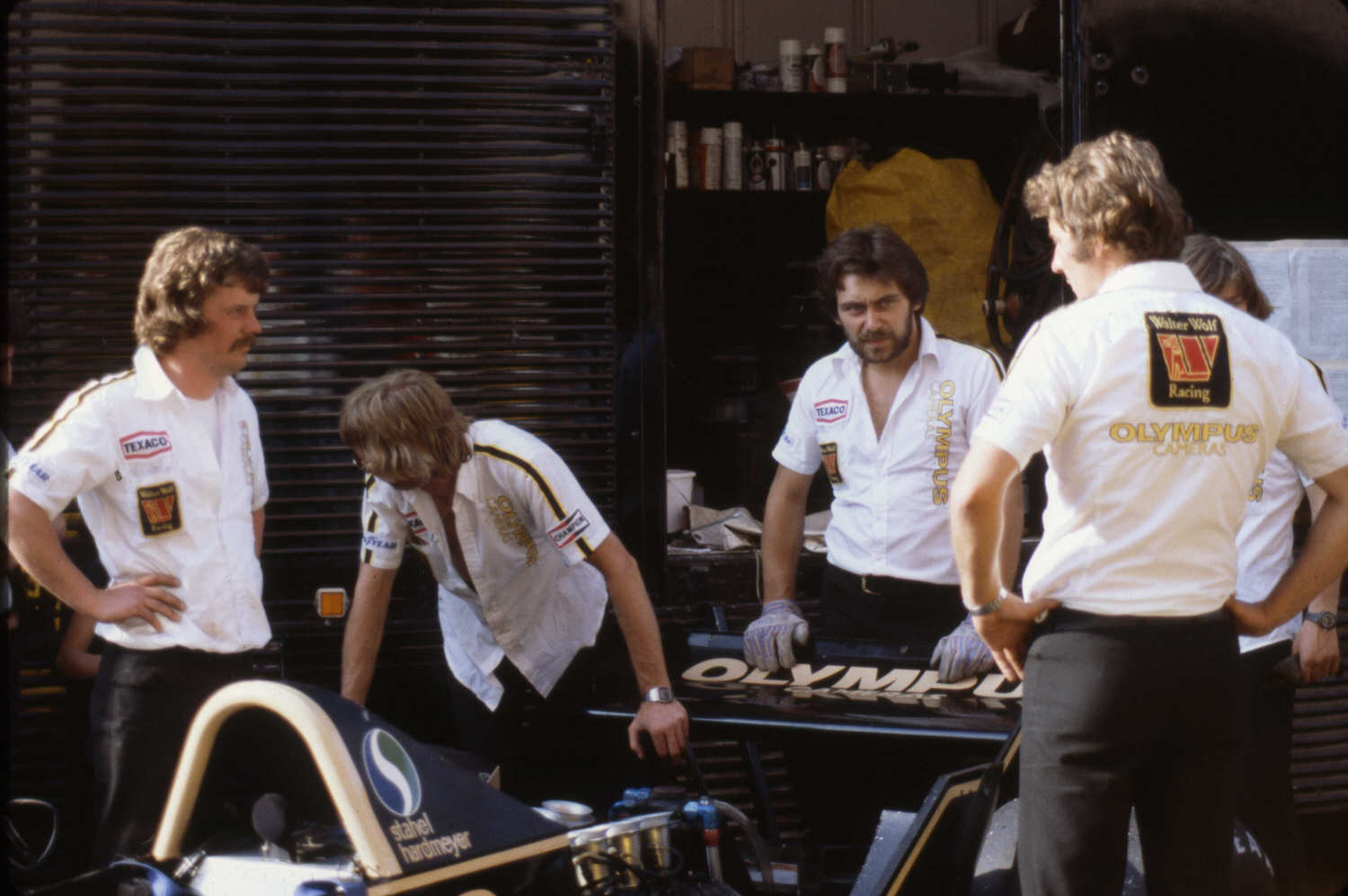
1979年モナコGPにて。背中を向いているのがポスルスウェイト

チームはウォルター・ウルフからの資金提供を受けたフランク・ウィリアムズによって丸ごと買収され、新たにウルフ・ウィリアムズ・チームが設立され、フランク・ウィリアムズは、ヘスケス・308Cを買い取ってFW05と改名し、実戦投入した。
このチームはウォルター・ウルフ(60%)とフランク・ウィリアムズ(40%)の共同運営であったが、両者は同年末に袂を分かち、フランク・ウィリアムズはウィリアムズ・グランプリ・エンジニアリング(Williams Grand Prix Engineering)を設立した。
ポスルスウェイトは1977年シーズンに向けてニューマシンの開発をするが、その設計チームにパトリック・ヘッドが含まれていたのは理の当然である。
結果、ポスルスウェイトはウルフ側に残留し、そのニューマシンはWR1となった。
WR1は、1977年の開幕戦でジョディー・シェクターのドライブにより優勝という最高の結果をもたらした。同年中にはさらに2度の優勝と多くの表彰台を勝ち取り、シェクターはドライバーズランキングで2位という結果を残した。
1978年にはロータスを追ってウィングカーのWR5を開発したが、チームの成績は下降し始める。
1979年限りでウルフチームが消滅すると、ドライバーのケケ・ロズベルグや他のスタッフとともにフィッティパルディに合流した。1981年までこのチームに留まったが、1977年のような成功を再び得ることはなかった。
1980年にはサウサンプトン大学で航空力学を専攻した新卒のエイドリアン・ニューウェイを採用して、初年から空力チーフを任せた。

### フェラーリ
1981年に名門フェラーリに加入し、家族とともにイタリアに移住した。フェラーリの開発部門は頭領マウロ・フォルギエリのもと、長年イタリア純血主義を貫いてきたが、当時は「最強のエンジンに最悪のシャシー」と評価されていた。ポスルスウェイトはこの問題を改善する助っ人として、エンツォ・フェラーリに個人的に選ばれ、フェラーリで管理職に任命された最初の外国人といわれた。
1982年は強固なアルミモノコックを持つ126C2を開発。ジル・ヴィルヌーヴのゾルダーでの事故死と、ディディエ・ピローニのレーサー生命を絶つホッケンハイムリンクの事故などの不運に遭いながらも、3年振りとなるコンストラクターズタイトルを獲得した。
1983年の第9戦イギリスGPに実戦デビューとなった126C3には、当時の先端技術であるカーボンコンポジット構造のシャシーを導入。パトリック・タンベイとルネ・アルヌーのドライブにより2年連続でコンストラクターズチャンピオンを獲得した。
1984年は発展型の126C4が誕生したが、フラットボトム規制下での空力性能の研究に立ち遅れ、ホンダエンジンの台頭もあり苦戦が増え始める。1985年ドイツGPにてミケーレ・アルボレートが156/85を優勝に導いてからは、1987年日本GPでゲルハルト・ベルガーがF187を駆って勝利するまで、2年以上の間未勝利という低迷期が続いた。
1986年中にフェラーリは新たなデザイナーとしてマクラーレンMP4シリーズで成功を収めたジョン・バーナードと契約した。バーナードは、故郷イングランドにデザインオフィスを準備するための巨額の資金を得て、フェラーリ・ギルドフォード・テクニカルオフィス(GTO: Guildford Technical Office)を設立した。
1987年シーズン向けのF187はグスタフ・ブルナーの作で、ジョン・バーナードと、ポスルスウェイトのそれぞれのR&Dによって進化していくが、その結果が出るのは前述の1987年日本GPだった。ポスルスウェイトは1988年途中でフェラーリを離れ、同年8月1日付けでティレルへと移籍し技術部門総責任者に就任した。

### ティレル
ポスルスウェイトがレースチーム名簿に名を連ねた3年間、ティレルは中堅チームながらも時折上位を脅す活躍をみせた。1989年には前輪にモノショックサスペンションを持つ018を投入。1990年の開幕戦アメリカGPでは、ジャン・アレジの乗る018がアイルトン・セナの駆るマクラーレン・MP4/5Bと優勝争いを繰り広げた。続く019では、空力設計者のジャン＝クロード・ミジョーと共にハイノーズとアンヘドラルウイングを導入し、以後のF1マシンのエアロダイナミクスの主流を産み出した。
彼はこの時期にマイク・ガスコインの高いR&D能力に気付き、自らのアシスタントに据えて重用するようになる。また、ティレルでのアレジの好走の影にはチームメイトの中嶋悟のセッティング能力が大きく寄与していると指摘し、中嶋の貢献度を評価していた。

### ザウバー / フェラーリ
1991年、ポスルスウェイトの設計事務所は1993年からのF1参戦を計画していたザウバーの車体設計供給の契約をして、ザウバーの最初のマシンとなるC12を設計・製造した。F1デビューシーズンとなる1993年にC12はガスコインのR&Dによって目覚しい成果を示した。
1992年初頭にフェラーリに復帰したポスルスウェイトは、駄作と評されたダブルデッキのF92Aを改良し、翌93年にはアクティブサスペンションを搭載するF93Aを製作。フェラーリを徐々に表彰台圏内へと戻す実績を残した。
フェラーリ・642、643に続くF92Aは、ジャン＝クロード・ミジョーの作で、これに手を入れたという形になっている。
1993年以降のミジョーの活動拠点は、イタリアで、カズマロのゴヴォーニ風洞(Govoni windtunnel)である。
1981年に家族とともにイタリアに移住した、とされるポスルスウェイトの設計事務所の所在地もイタリアであった可能性が極めて高いとの推測が容易に導き出せ得ようが、ここでの断言は保留としておく。

### ティレル共同オーナー
ポスルスウェイトはF93Aのデザインを終えるとティレルに舞い戻り、再びミジョー、ガスコインらと組むこととなった。
チーム復帰交渉の条件として10%のチーム株式譲渡が含まれ、以降は、チーム運営はハーベイ、資金面はケン・ティレルという役割分担に移行したとされ、コンストラクターとしてのティレルの製造部門マネージングディレクターであった。
1993年からティレルと組み不振を味わっていたヤマハF1エンジンのプロジェクトリーダー、木村隆昭は同年オフから翌年開幕までの期間について、「ハーベイの加入が大きかった。彼は022の設計の段階から”まともなレースをするための車を作る”と言っていました。かつての019のような斬新なことはしないが、基本を押さえてそれを高次元でバランスさせるということです。ハーベイの力は技術面だけでなく、チームをけん引する意味でも良い影響が多くあった。」とその影響力を讃えた。
1994年にはヤマハエンジンを搭載する022が快走し、ポスルスウェイトは中嶋に続くティレル2人目の日本人となった片山右京の良きアドバイザーになった。1995年にティレルに加入したミカ・サロは「ハーベイは素晴らしいよ。彼は経験豊富で随分と助けてもらってる。これまで会った人の中でフォーミュラカーについて彼ほどよく分かっている人間は初めてだ。それに、普段はとてもユーモアのある面白い人だ」とその能力を賞賛している。
その後のシーズンはチームの財政難で苦戦が続いたが、023のハイドロリンク・サスペンション（1995年）や025のXウイング（1997年）などで技術的独創性をみせた。
1998年のシーズン前にティレルはB・A・Rに売却され、ポスルスウェイトはこの年にはレースチームに帯同することはなかった。

### 幻のホンダF1マシン

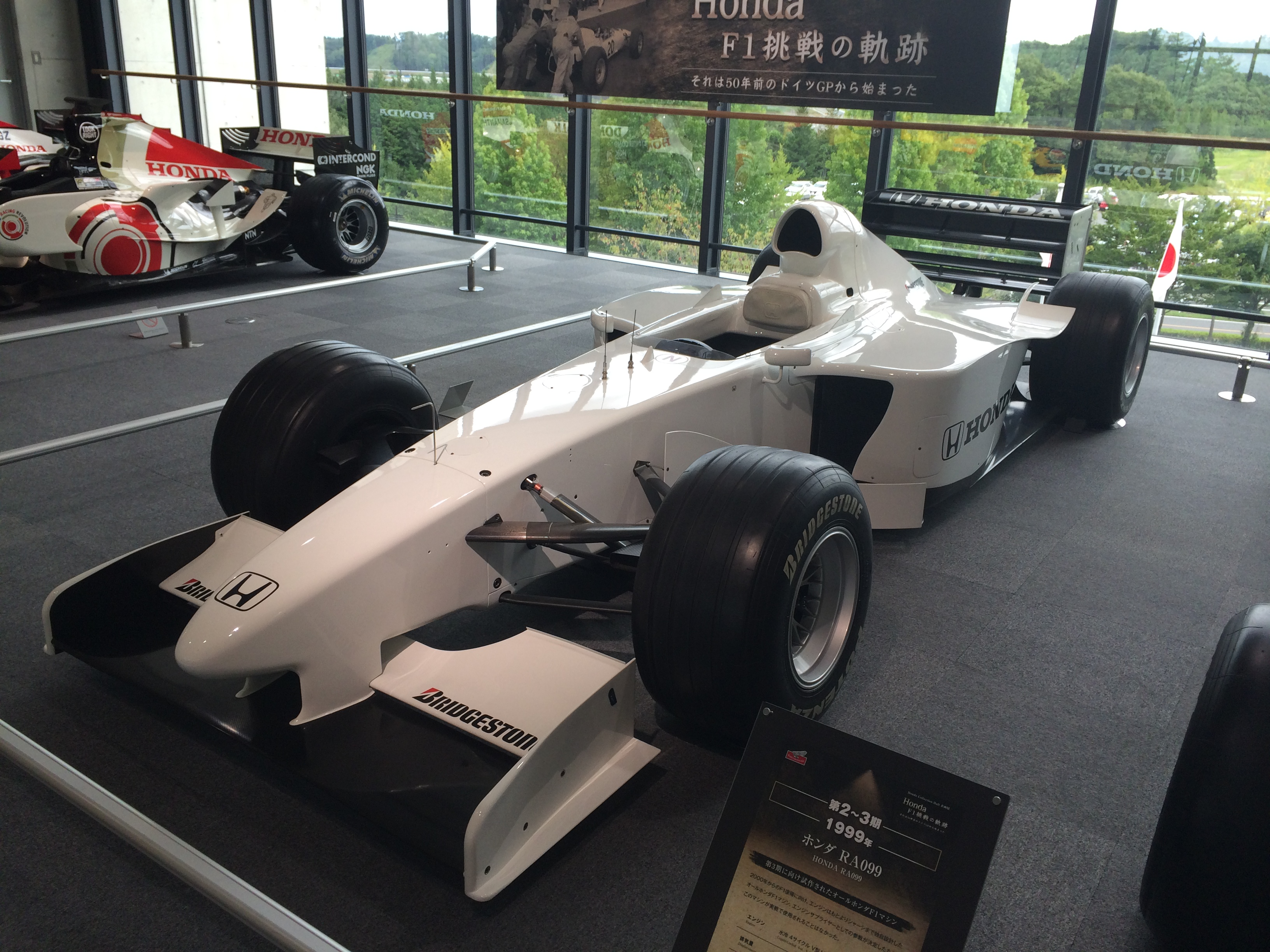
ホンダで設計した評価用マシン RA099

ティレルは小さく資金に乏しいチームではあったが、彼はF1の世界で広く尊敬を集めており、すぐにホンダF1プロジェクトのテクニカル・ディレクターに招かれた。当時、ホンダはシャーシも含めたフルコンストラクターとしてF1に復帰することを計画しており、ポスルスウェイトが評価用のマシンRA099を設計し、ダラーラに製作を委託した。
1999年にはヨス・フェルスタッペンがRA099のテストドライブを担当し、好タイムを記録したものの、ホンダ側では人事変更などにより参戦計画が流動的な状況となった。同年4月、スペインのサーキットでテストを行っている最中、ポスルスウェイトは心筋梗塞で倒れ、そのまま不帰の人となった。マイク・ガスコインの談話によると、急死後に関係者が所持品を調べたところ、システム手帳に「胸の痛みを医者に診てもらう」という予定書きが残っていたという。その後、ホンダはコンストラクターとしての参戦を取り止め、エンジンサプライヤーとして第3期F1活動を行うことを決定した。